# Península de Shimokita

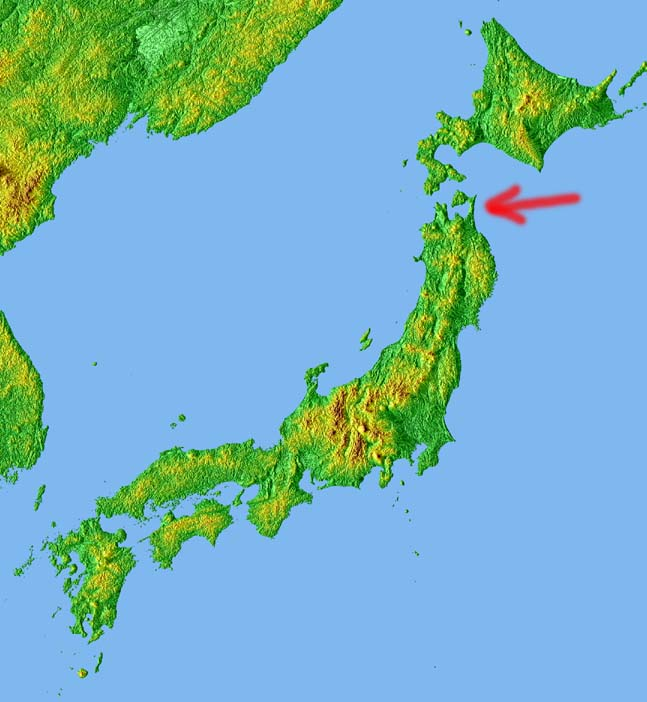
Localização da península

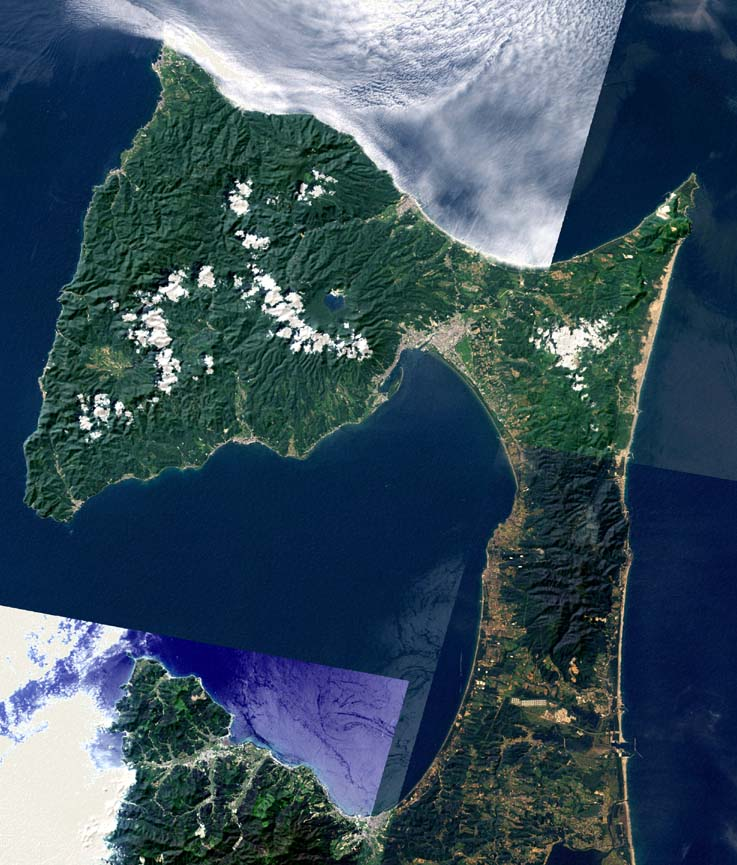
Imagem de satélite

A Península de Shimokita (下北 半島, Shimokita-hantō) é um cabo remoto, no nordeste da ilha japonesa de Honshu, que se alonga em direcção a Hokkaido, situado na província de Aomori.
Em forma de um machado apontando para oeste, a península tem uma ligação estreita entre a "lâmina" do machado, uma região montanhosa, ao resto da ilha. A zona costeira da península mantém uma pequena concentração de pessoas, mas o interior está praticamente desabitado.
A península de Shimokita é conhecida devido à presença do Monte Osore, onde as crenças locais afirmam que se localiza a entrada para o inferno. O vale de Yagen, conhecido pelas suas fontes termais também se localiza na península, bem como os desfiladeiros rochosos Hotokegaura, esculpidos pelo vento e vagamente semelhantes a Budas. A vila de Rokkasho, um dos locais propostos para a colocação do reactor ITER também se situa na península de Shimokita.